# Google Talk
Google Talk là một ứng dụng máy tính dành cho VoIP và tin nhắn nhanh, do Google cung cấp. Phiên bản beta đầu tiên của chương trình được phát hành vào ngày 24 tháng 8 năm 2005.
Chương trình Google Talk hiện chỉ dùng được trên Windows (2000, XP, Server 2003, và Vista), những với việc phát hành Google Talk gadget, người dùng trên bất cứ hệ điều hành nào cũng có thể dùng được Google Talk thông qua một trình duyệt web. Tuy nhiên, những người dùng XMPP khác, như Pidgin, thì hỗ trợ đầy đủ các hệ điều hành khác.
Việc nhắn tin giữa máy chủ Google Talk và người dùng sử dụng giao thức mở, XMPP, cho phép người dùng các chương trình XMPP khác có thể giao tiếp với người dùng Google Talk. VoIP trong Google Talk dựa trên giao thức Jingle. Tuy nhiên, công nghệ đang được sử dụng ở mạng máy chủ Google thì không được tiết lộ.

## Lịch sử
Ý tưởng về một dịch vụ nhắn tin của Google dựa trên Jabber đã được đề xuất bởi Eoban Binder trên trang web Applexnet.com vào ngày 23 tháng 8 năm 2004.
Chính xác một năm sau, say khi có tin đồn về một dịch vụ "công cụ liên lạc" mang thương hiệu Google xuất phát từ báo New York Times và sau đó được đề cập kỹ lưỡng hơn trên tờ Los Angeles Times số ra ngày 22 tháng 8 năm 2005, tên miền con talk.google.com được phát hiện có chứa một máy chủ Jabber đang hoạt động. Hai phương pháp để đăng nhập vào máy chủ đã được phát hiện ngay sau đó và sự hưởng ứng nồng nhiệt của các blogger tò mò đã khiến cho phương cách đăng nhập lan truyền rộng rãi trước khi bản chính thức được Google phát hành.
Vào đêm ngày 23 tháng 8, nhiều người dùng đăng nhập bằng cách dùng cổng 5222 để kết nối đã bị thoát ra ngoài và không thể kết nối lại được. Những người dùng cổng 5223 để kết nối vẫn có thể đăng nhập, và vào 04:12:52 UTC những người dùng đó đã nhận được một tin nhắn hàng loạt từ gmail.com, một tên đăng nhập rõ ràng là chính thức của Google, nói rằng "Đường kết nối bị đứt nay đã được sửa chữa. Cám ơn vì đã là những người dùng đầu tiên của chúng tôi!" Việc kết nối qua cổng 5222 đã được phục hồi. Vào ngày 24 tháng 8, Google Talk đã chính thức ra mắt.
Vào ngày 15 tháng 12 năm 2005, Google phát hành libjingle, một thư viện C++ để hiện thực Jingle, "một tập các phần mở rộng cho Giao thức Nhắn tin mở rộng được và hiện hữu (Extensible Messaging and Presence Protocol – XMPP) của IETF để dùng cho thoại qua giao thức Internet (VoIP), video, và những phiên truyền nhận đa phương tiện ngang hàng khác". Libjingle là một thư viện các đoạn mã mà Google sử dụng cho giao tiếp ngang hàng, và được phát hành dưới giấy phép BSD.
Vào ngày 7 tháng 2 năm 2006, Gmail đã thêm tính năng chat với một chương trình Jabber tích hợp.
Vào ngày 14 tháng 3 năm 2007, Google đã phát hành Google Talk Gadget, một tổ hợp Talk trên nền web có thể thêm vào iGoogle (trước đây là Google Personalized Homepage) hoặc nhúng và bất kỳ trang web nào, do đó, cho phép người dùng có thể chat trên nhiều hệ điều hành khác nhau mà không cần phải cài đặt vào máy tính.

## Tính năng

### Hoạt động liên thông
Google đã công bố rằng mục tiêu chính của dịch vụ Google Talk là khả năng hoạt động liên thông. Google Talk sử dụng XMPP để cung cấp các sự kiện hiện hữu và nhắn tin mở rộng được thời gian thực, bao gồm nhắn tin ngoại tuyến (offline) và thư thoại. Vào ngày 17 tháng 1 năm 2006, Google đã kích hoạt giao tiếp ngang hàng, liên kết nó với bất kỳ máy chủ Jabber nào hỗ trợ giao thức quay số ngược.

## Mã hóa
Kết nối giữa chương trình Google Talk và máy chủ Google Talk được mã hóa, ngoại trừ khi sử dụng chương trình chat thông qua HTTP của Gmail, một mạng liên kết không hỗ trợ mã hóa, hoặc khi sử dụng một proxy giống như IMLogic. Tin nhắn trực tiếp từ máy này qua máy khác thì không được mã hóa. Google có kết hoạch sẽ hỗ trợ thêm cho mã hóa chat và gọi điện trong phiên bản tới. Vài chương trình XMPP tự động hỗ trợ mã hóa với máy chủ Google Talk.

### Tương thích với thiết bị di động
Vào ngày 30 tháng 6 năm 2006, Nokia đã phát hành phần mềm mới cho Bảng tính Internet (Internet Tablet) Nokia 770, trong đó dùng Google Talk làm một trong những chương trình VoIP tương thích, theo các phần mềm nền XMPP. Một thiết bị tương thích với Google Talk khác là mylo của Sony, phát hành vào ngày 15 tháng 9 năm 2006. Chương trình Google Talk cũng có bản dành cho thiết bị BlackBerry trên trang của BlackBerry.
Tuy nhiên, do Google Talk cung cấp giao thức XMPP, nên phần lớn điện thoại có sẵn một chương trình XMPP thích hợp (xem) cũng có thể dùng dịch vụ Google Talk, ít nhất về mặt lý thuyết (tùy thuộc vào máy, người dùng có thể gặp phải những cảnh báo bảo mật do chương trình J2ME chưa có chữ ký hay những giới hạn đi cùng với nhà cung cấp di động). Cũng có những chương trình di động thiết kế đặc biệt dành cho Google Talk.

### Tích hợp sản phẩm

Chat bằng Google Talk trong Gmail.

Vào ngày 7 tháng 2 năm 2006, Gmail đã có chức năng chat, và được tích hợp Google Talk. Người dùng có thể gửi tin nhắn nhanh cho người dùng Gmail khác. Google Talk không cần phải được tải về để gửi tin nhắn nhanh cho người dùng Gmail.
Bản ghi lại cuộc hội thoại tự động lưu vào trong khu vực Chats trong hộp thư Gmail của người dùng. Điều này cho phép người dùng tìm kiếm nội dung chat được lưu lại một cách dễ dàng, và lưu trữ chúng tập trung một chỗ trên Internet, từ đó cũng nảy sinh sự lo lắng rằng các cơ quan tình báo có thể khai thác thông tin này.
Từ ngày 8 tháng 11 năm 2006, Google cũng tích hợp Google Talk với Orkut. Điều này cho phép người dùng Google Talk giao tiếp với người dùng Orkut đã đăng ký, bằng cách gửi và nhận 'scrap' trong Orkut.
Có thể hiển thị bài hát bạn đang nghe trên máy tính. Dữ liệu âm nhạc này được thu thập lại, nếu người dùng cho phép, và hiển thị trên trang Google Music Trends.

## Lỗi
Khi liên kết dịch vụ "Google Apps for your Domain" Lưu trữ ngày 12 tháng 7 năm 2007 tại Wayback Machine với Google Talk, chức năng "Kiểm tra Hộp thư đến" trong chương trình Google Talk hoạt động không đúng. Khi chức năng "Kiểm tra Hộp thư đến" được nhấn vào, thông thường nó sẽ đưa bạn đến Gmail Inbox. Tuy nhiên, khi sử dụng tài khoản "Google Apps for your Domain" với Google Talk, nó sẽ đưa bạn đến trang đăng nhập thông thường của Gmail thay vì hộp thư đến của tài khoản Gmail "Google Apps for your Domain".
Cũng có những lỗi khác được báo cáo từ người dùng Google Talk trong Windows, bao gồm thông báo email mới không tin cậy, gặp vấn đề về thông báo trên thanh tác vụ trong khi đang nói chuyện với nhiều hơn một liên lạc, và vấn đề kích thước các thẻ (tab). Đồng thời dường như sử dụng phím escape để đóng cửa sổ chat không hoạt động nếu cửa sổ mở sau một khoảng thời nào đó. Tương tự, cửa sổ danh sách bạn bè, nếu để không thu nhỏ trong thời gian dài, sẽ tự động "phóng to" (đến cùng kích thước), và sẽ phải "phục hồi" bằng Windows để thu nhỏ lại được nữa. Một lỗi khác cũng được chú ý là danh sách bạn bè hoạt động sai. Tất cả người dùng sẽ thỉnh thoảng xuất hiện offline trong chương trình Google Talk bất kể trạng thái lúc đó là gì. Google đã nói rằng vào phiên bản 1.0.0.96, tất cả những lỗi trên sẽ được sửa.
Một vấn đề khác trong chương trình Google Talk được báo cáo bởi nhiều người dùng là xu hướng thỉnh thoảng chết cứng trong một hoặc hai phút, sử dung 100% năng lượng CPU. Điều này xảy ra thường xuyên nhất khi có những cuộc hội thoại dài.
Một lỗi xuất hiện trong phiên bản 1.0.0.100 là trong menu, mục "Check for mail" tự nhiên biến mất, khiến bạn không thể kiểm tra thư mới trong Gmail. Khởi động lại chương trình mới phục hồi lại được.
Rò bộ nhớ cũng là một vấn đề và vẫn còn tồn tại trong phiên bản 1.0.0.104.